# Arracheuse-effeuilleuse-décolleteuse

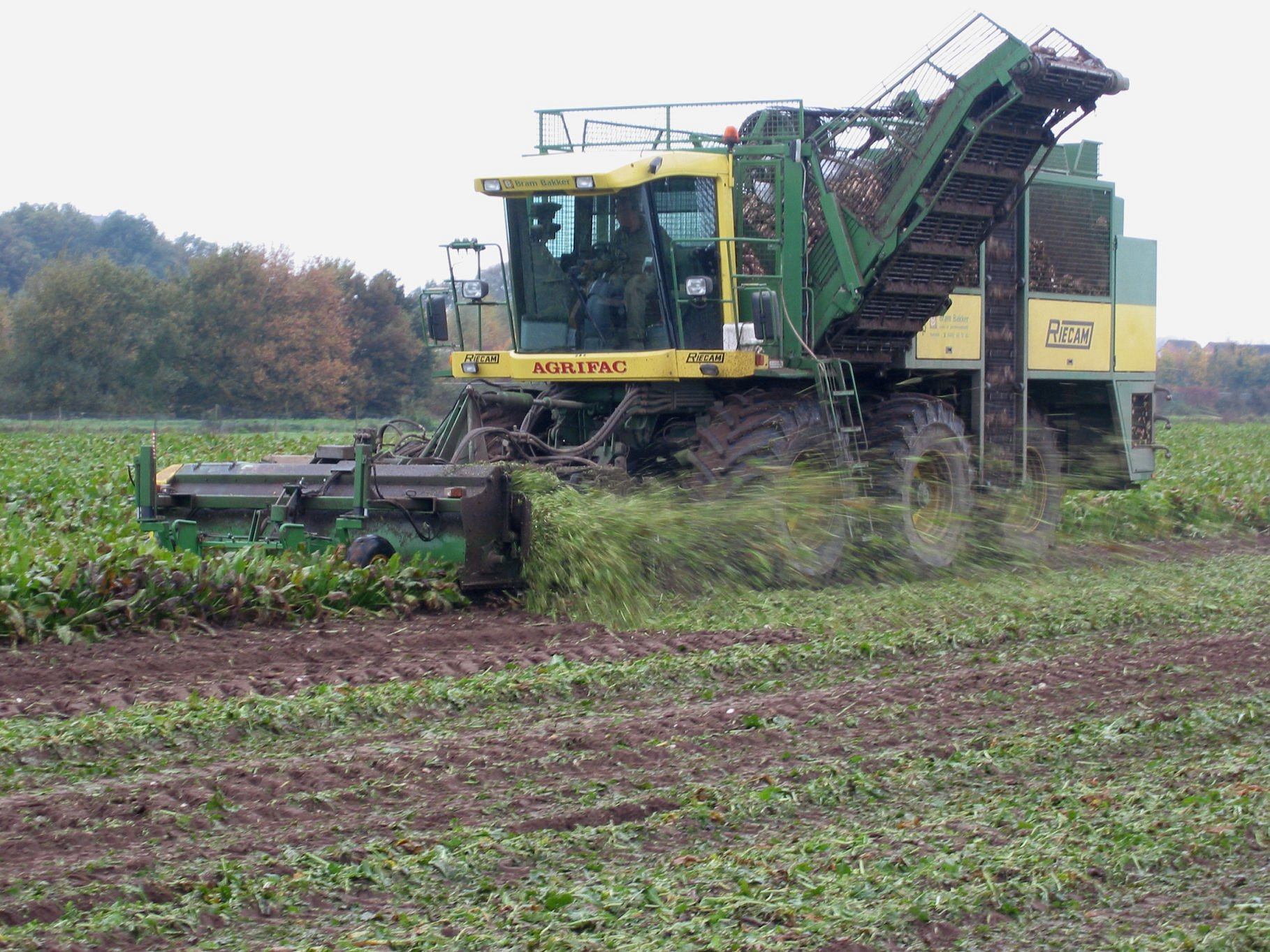
Arracheuse-effeuilleuse-décolleteuse-chargeuse de betteraves : automotrice à grande capacité de stockage.

Une effeuilleuse-décolleteuse-arracheuse est une machine agricole servant à récolter les betteraves ou des légumes-racines.

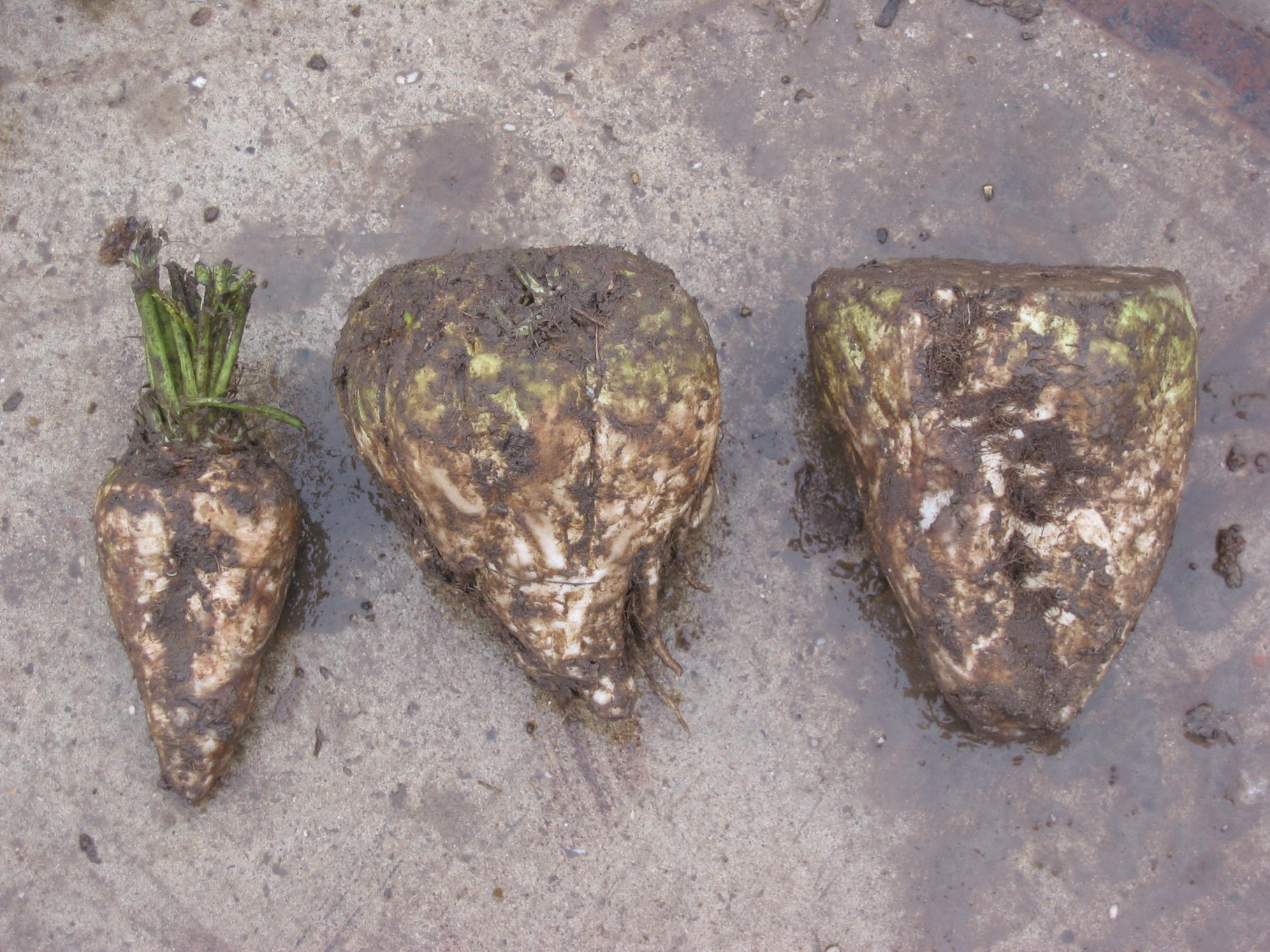
Betteraves après intervention de la machine. Seule, la betterave du centre est correctement décolletée. A gauche, trop haut, à droite, trop bas. Le nettoyage de la terre est considéré comme correct, s'agissant de betteraves sucrières.

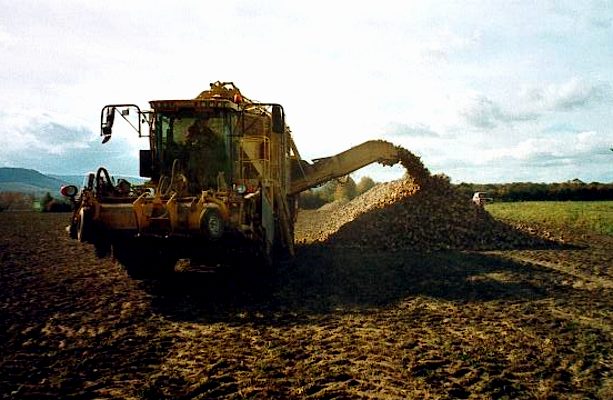
Déchargement au tas en bout de champ au moyen d'un tapis de transfert.

Cette machine automotrice combine les fonctions d'effeuillage (broyage et expulsion des feuilles), de décolletage (coupe du collet de la betterave, juste au-dessous des fanes), d'arrachage au moyen de socs spéciaux ou de disques et de nettoyage des betteraves, notamment des betteraves sucrières. Une machine traite généralement six rangs en même temps.
Certaines machines sont également des « chargeuses ». Elles sont dites « intégrales » lorsqu'elles possèdent une grande capacité de stockage leur permettant de travailler sans intervention permanente de bennes de transport. Ces intégrales toujours automotrices permettent une économie de main d'œuvre appréciable et une récolte rapide mais avec un poids pouvant dépasser 60 tonnes, elles sont susceptibles de provoquer des tassements de sol.

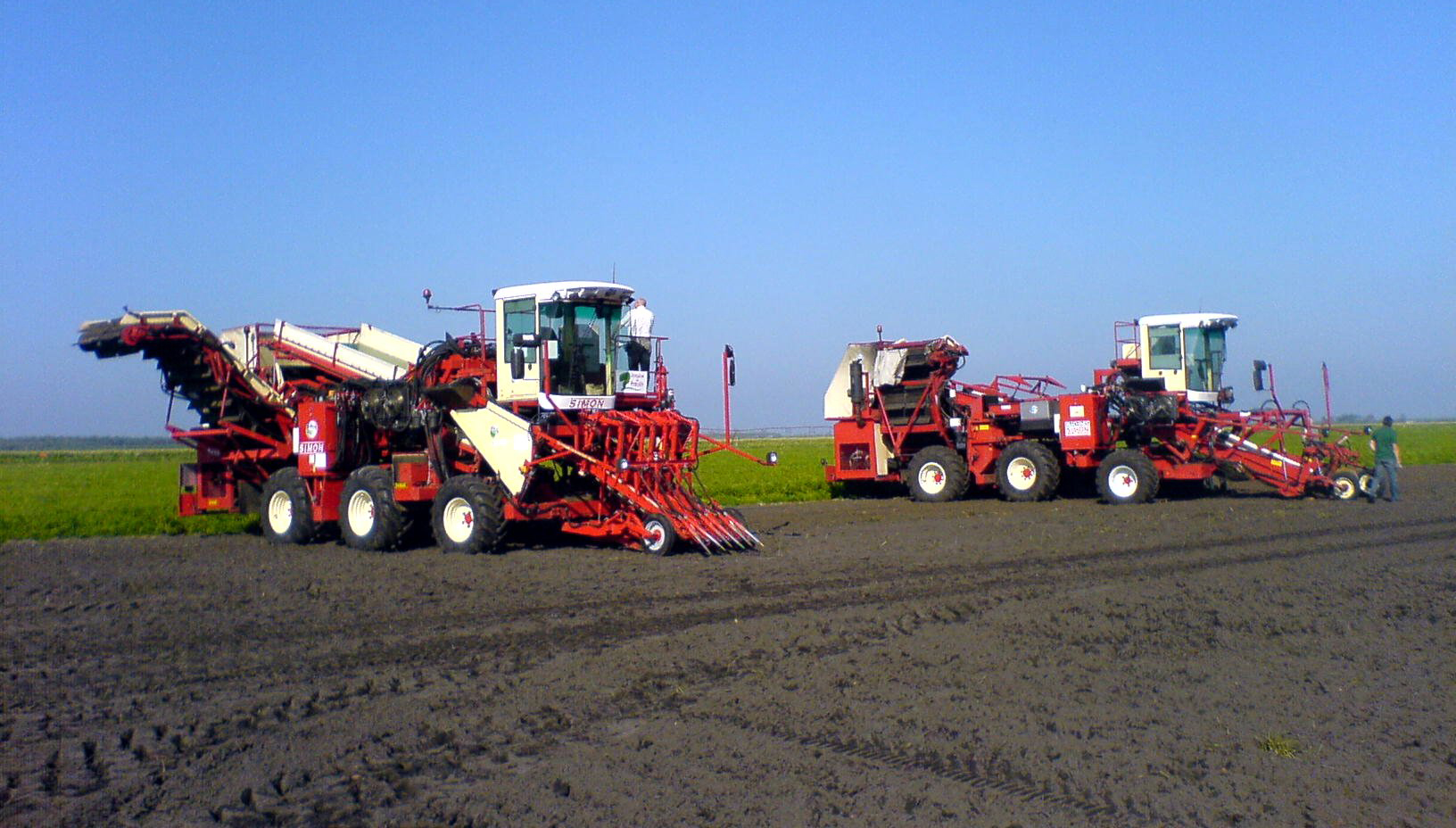
Récolteuses de carottes automotrices sans trémie de stockage.

Il existe des machines similaires pour la récolte des carottes, des navets, des endives, avec d'autres systèmes d'arrachage, des grilles plus serrées, voire des tapis de transfert en caoutchouc pour ne pas abîmer les racines. Les récolteuses de pommes de terre ont aussi des similarités avec ces machines.